# Robert Machoian
Pour les articles homonymes, voir Machoian.
Robert Machoian, né en 1977 à King City (Californie), est un réalisateur, scénariste et producteur américain.

## Biographie
Robert Machoian grandit dans une culture DIY Punk (Do It Yourself Punk). Il commence sa carrière comme photographe puis se lance dans la réalisation de films. 
Il est surtout connu pour ses films qui ont été présentés dans des festivals prestigieux tels que ceux de Sundance, festival de SXSW et de Tribeca.
Ses œuvres les plus notables incluent The Killing of Two Lovers (2020), God Bless the Child  (2015) et Forty Years from Yesterday (2013). Son premier long métrage en tant que réalisateur, The Killing of Two Lovers, est acclamé lors de sa première au festival de Sundance.
Robert Machoian collabore également sur plusieurs projets avec le réalisateur Robert Ojeda-Beck. Ensemble, ils ont remporté de nombreux prix. En 2019, son quatrième court métrage, The Minors, remporte le Prix du Jury de la meilleure réalisation au festival de Sundance.

## Filmographie partielle

### Au cinéma (réalisation et scénario)
Longs métrages
- 2013 :  Forty Years from Yesterday
- 2015 : God Bless the Child
- 2018 :  When She Runs
- 2020 :  The Killing of Two Lovers
- 2022 :  The Integrity of Joseph Chambers
- 2025 : Omaha (uniquement scénariste)

Courts métrages
- 2013 :  By the Sea (uniquement réalisateur)
- 2019 :  The Minors

## Récompenses et distinctions
Robert Machoian a remporté 6 victoires et a reçu 36 nominations